# Giro delle Fiandre 1968
Il Giro delle Fiandre 1968, cinquantaduesima edizione della corsa, fu disputato il 30 marzo 1968, per un percorso totale di 249 km. Fu vinto dal belga Walter Godefroot, al traguardo con il tempo di 5h52'00", alla media di 40,890 km/h, davanti a Rudi Altig e Jan Janssen; originariamente arrivò secondo il belga Guido Reybrouck, che però successivamente venne squalificato.
I ciclisti che partirono da Gand furono 175; coloro che tagliarono il traguardo a Meerbeke furono 82.

## Ordine d'arrivo (Top 10)
| Pos. | Corridore                | Squadra      | Tempo    |
| ---- | ------------------------ | ------------ | -------- |
| 1    | Walter Godefroot         | Flandria     | 5h52'00" |
| SQ   | Guido Reybrouck          | Faema        | s.t.     |
| 2    | Rudi Altig               | Pelforth     | s.t.     |
| 3    | Jan Janssen              | Molteni      | s.t.     |
| 4    | Daniel Van Ryckeghem     | Mann-Grundig | s.t.     |
| 5    | Roger Rosiers            | Mann-Grundig | s.t.     |
| 6    | Jo de Roo                | Willem II    | s.t.     |
| 7    | Bernard Van De Kerckhove | Pelforth     | s.t.     |
| 8    | Eddy Merckx              | Faema        | s.t.     |
| 9    | Ludo Vandromme           | Flandria     | s.t.     |
| 10   | Rik Van Looy             | Willem II    | s.t.     |